# Lord of the Lost
Lord of the Lost est un groupe allemand de metal gothique, originaire de Hambourg.

## Histoire

### Débuts (2007–2011)
Lord of the Lost est formé en milieu 2007 par Chris Harms. Harms est un ancien membre du groupe de rock local Philiae, durant lequel il joue de la guitare entre 1999 et 2004. Il est aussi actif depuis 2004 comme guitariste et second chanteur du groupe de glam metal The Pleasures, et dans divers autres groupes comme Big Boy et UnterART. Initialement appelé Lord, le groupe passe d'un projet solo à un groupe à part entière. Pour éviter toute confusion avec les groupes Lordi et The Lords, Lord se rebaptise Lord of the Lost,.
Après la sortie de leur chanson Dry the Rain, le groupe publie son premier album, Fears au printemps 2010 au label indépendant Out of Line. Fears est généralement bien accueilli par la presse spécialisée comme Sonic Seducer et le magazine Orkus,. Le site web metal.de décrit l'album comme « absolument parfait. » Pendant l'enregistrement du deuxième album, Lord of the Lost part en tournée en 2010 à l'échelle internationale et participer à divers festivals comme le Wave-Gotik-Treffen, le Wacken Open Air et le M’era Luna Festival.
Au printemps 2011 sort le premier single du groupe, Sex on Legs, issu de leur deuxième album Antagony, publié peu après. Le groupe soutient aussi Mono Inc. à la première partie de leur tournée Viva Hades Tour. En été 2012, le troisième album, Die Tomorrow est publié. Peu de temps avant cette sortie, le groupe commence à travailler sur un quatrième album. En octobre, Lord of the Lost joue à la tournée Ewig du groupe Letzte Instanz.

### Dernières activités (depuis 2014)

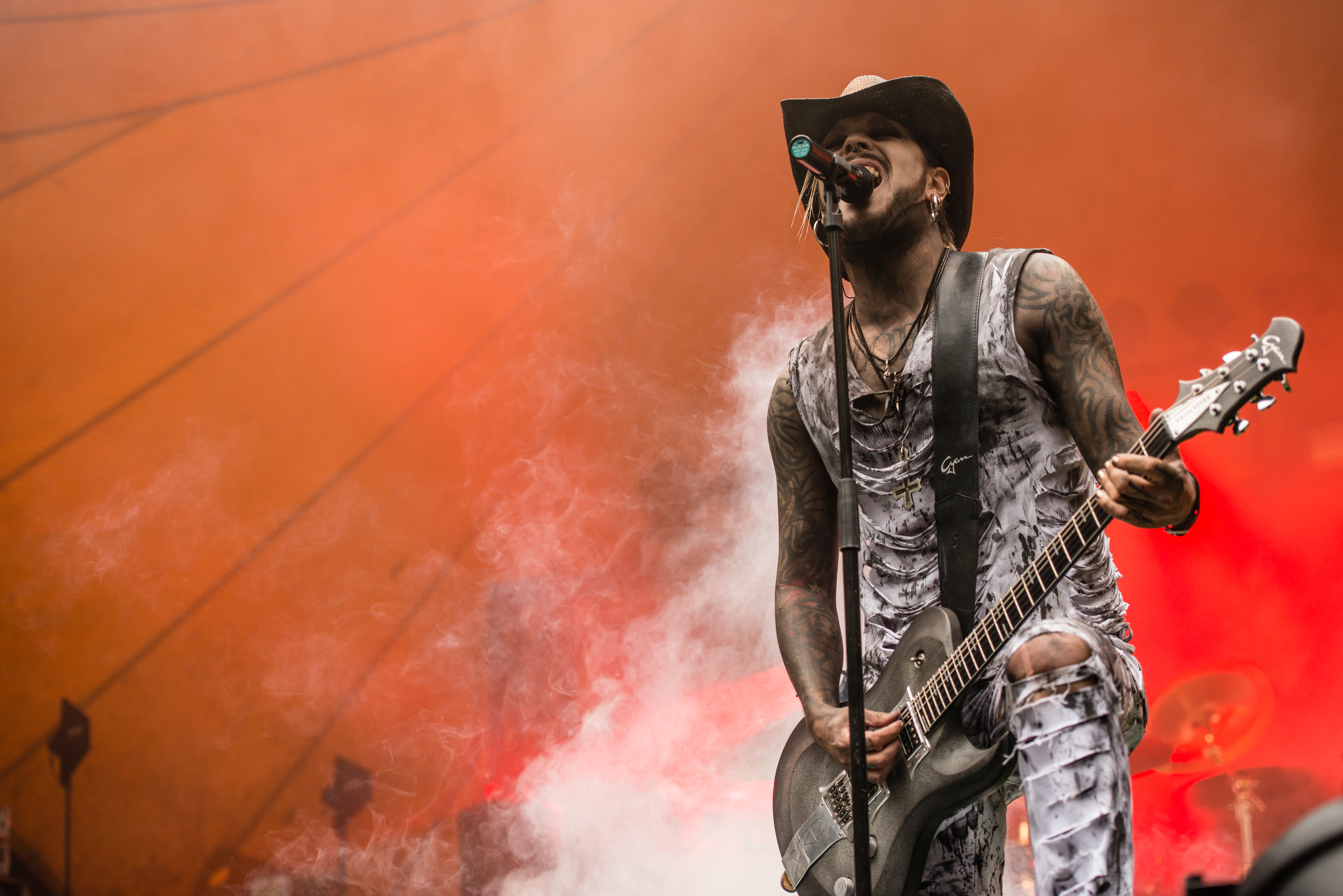
Chris Harms en 2014.

Au printemps 2013, ils participent à la tournée Darkness Kills avec Lost Area, en à la tournée We are the Lost avec Lost Area en septembre[source secondaire souhaitée]. En octobre 2013, Lord of the Lost joue au Gothic Meets Klassik organisé au Leipziger Gewandhaus avec Zielona Gòra. En février 2014, le groupe se sépare du batteur Christian Schellhorn, qui est remplacé par Tobias Mertens. En mars 2014, ils tournent en Amérique grâce à un financement participatif de 12 775 $.
En mars 2015, Lord of the Lost publie la chanson Swan Songs qui atteint la 34e place des classements allemands. 2015 assiste à la sortie de leur EP Full Metal Whore. La tournée qui suit, intitulée Make Love Make War est organisée avec Darkhaus, Eyes Shut Tight, Vlad in Tears et Erdling[source secondaire souhaitée]. En décembre 2015 sort A Night to Remember - Live Acoustic in Hamburg, un CD-DVD live de leur tournée acoustique au printemps la même année. Le single The Love of God de leur nouvel album Empyrean est publié en mai 2016. Il suit d'une tournée européenne, Make Europe Great Again (M.E.G.A.), avec Combichrist, Filter et Rabia Sorda. Empyrean est publié en juillet 2016, et suit de plusieurs apparitions en festivals comme au Castle Rock 17, et le Lord of the Lost Ensemble. En mars 2023, ils participent à la sélection nationale Unser Lied für Liverpool, choisissant l'artiste et la chanson pour représenter l'Allemagne au Concours Eurovision de la chanson 2023, dont ils remportent la sélection nationale en remportant le vote du public avec 189 points. Ils représentent ainsi le pays à Liverpool, au Royaume-Uni avec la chanson Blood and Glitter pour laquelle ils obtiennent une 26e et dernière place[réf. nécessaire].

## Membres

### Membres actuels
- Chris « The Lord » Harms - chant, guitare, violoncelle (depuis 2007)
- Pi Stoffers - guitare, chœurs (depuis 2016)
- Benjamin « Benji » Mundigler - guitare, clavier, chœurs (depuis 2024)[15]
- Class Grenayde - basse, chœurs (depuis 2008)
- Gared Dirge - piano, clavier, percussions, chœurs (depuis 2010)
- Niklas Kahl - batterie (depuis 2017)

### Anciens membres
- Sebssta Lindström - guitare (2008-2011)
- Any Wayst - batterie (2008-2011)
- Sensai (Stefan Ehrhardt) - guitare (2008-2010)
- Disco (Christian Schellhorn) - batterie (2012-2014)
- Bo Six (Borislav Crnogorac) - guitare (2009-2016)
- Tobias Mertens - batterie (2014-2017)

## Discographie

### Albums studio
- 2010 : Fears
- 2011 : Antagony
- 2012 : Die Tomorrow
- 2014 : From the Flame Into the Fire
- 2015 : Swan Songs
- 2016 : Empyrean
- 2017 : Swan Songs II
- 2018 : Thornstar
- 2020 : Swan Songs III
- 2021 : Judas
- 2022 : Blood and Glitter
- 2023 : Weapons of Mass Seduction (reprises)
- 2025 : OPVS NOIR Vol. 1

### Compilations et live
- 2013 : We Give Our Hearts (Live Auf St. Pauli) (Concert enregistré à Knust, Hambourg St. Pauli, le 9/02/2013)
- 2015 : A Night to Remember - Live & Acoustic in Hamburg
- 2018 : Confession (Live at Christuskirche) (Concert enregistré à Christuskirche, Boshum, le 24/11/2017)
- 2019 : Till Death Us Do Part (Compilation inclus raretés & faces B)

### EP
- 2012 : Beside and Beyond
- 2014 :  MMXIV
- 2015 : Full Metal Whore

### Remixes et collaborations
- 2011 : Temple of Love, avec Latexxx Teens
- 2012 : Kannst Du mich seh'n, remix pour Staubkind
- 2012 : Deine Zeit Läuft Ab (St. Pauli Symphonic Version by Lord of the Lost) pour Unzucht
- 2012 : Eye M the Blacksheep (remix de Chris Harms et Corvin Bahn) pour Rabia Sorda
- 2012 : Eisblumen, sur le sampler spécial 20e anniversaire de Subway to Sally
- 2012 : Deep Inside, remix pour Fragile Child
- 2013 : Perfect Day, avec A Life Divided
- 2013 : Bitte Schlag Mich, pour Ost+Front
- 2013 : Pandora's Box, reprise pour Solitary Experiments
- 2013 : In My Darkest Hour, avec Mono Inc. sur leur album live Nimmermehr
- 2014 : Für Immer, remix pour Subway to Sally (sur le sampler Medieval Special Vol. XII du magazine Sonic Seducer no 03/2014)
- 2014 : Krieger, avec Blutengel sur Black Symphonies (An Orchestral Journey) Ltd. Edition
- 2014 : Die Erde Brennt, remix pour Joachim Witt sur Neumond Ltd. Edition
- 2014 : Sonne, Mond und Todesstern, remix de Lord of the Lost pour Ost+Front
- 2015 : Der Zeitdieb, remix pour Tanzwut
- 2015 : Der Luftschiffharpunist, remix pour Coppelius
- 2015 : Satans Fall, reprise pour Saltatio Mortis
- 2015 : All the Things You Say, remix pour Solar Fake
- 2015 : This Misery avec Meinhard
- 2016 : Devil or Angel avec Rocksin
- 2016 : Ein Wort fliegt wie ein Stein avec Unzucht sur l'édition deluxe de Neuntöter
- 2016 : MRS. Strong avec 5th Avenue
- 2016 : Freak Parade avec Hell Boulevard
- 2016 : Sexschuss, remix pour Heldmaschine
- 2016 : Children of the Dark, avec Mono Inc., Joachim Witt et Tilo Wolff
- 2018 : 1000 Seelen, avec Joachim Witt
- 2018 : I Love the Way You Say My Name, avec Scarlet Dorn
- 2019 : Europa, avec Oomph!
- 2019 : Island, avec Subway to Sally
- 2019 : We’re All Dead, avec Lolita KompleX
- 2019 : Magst du Mittelalter?, avec Vogelfrey
- 2020 : Modern Prometheus, avec Pyogenesis
- 2025 : Spielmannsschwur (United), avec Saltatio Mortis